# Marcelino Hernández Rodríguez

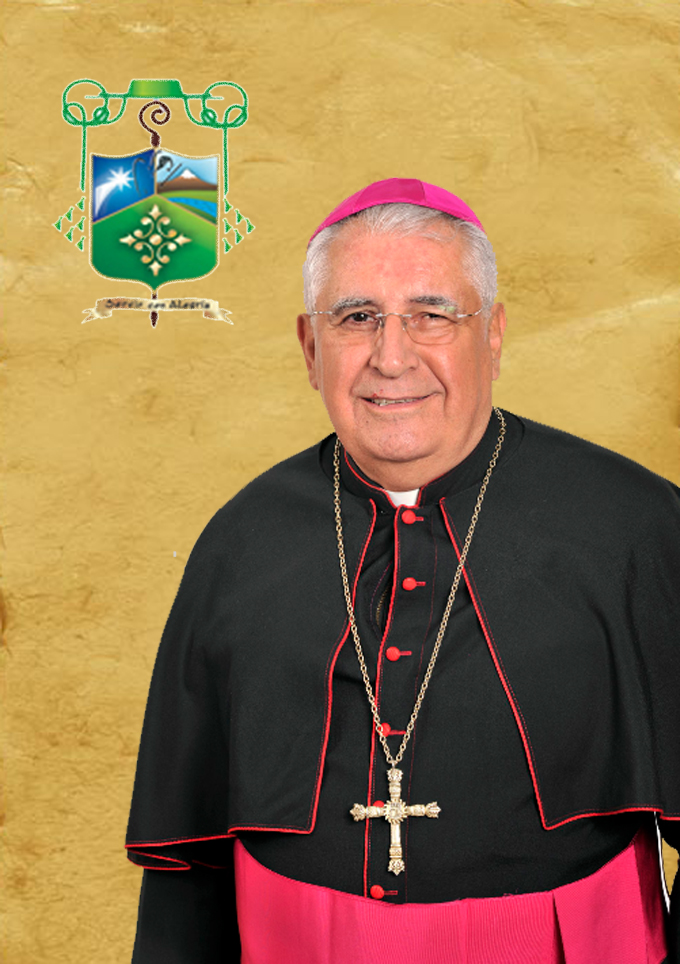
Marcelino Hernández Rodríguez (Januar 2014)

Marcelino Hernández Rodríguez (* 28. Mai 1946 in San Luis Potosí, Mexiko) ist ein mexikanischer Geistlicher und emeritierter römisch-katholischer Bischof von Colima.

## Leben
Der Erzbischof von Guadalajara, José Kardinal Salazar López, spendete ihm am 22. April 1973 die Priesterweihe.
Papst Johannes Paul II. ernannte ihn am 5. Januar 1998 zum Titularbischof von Ancusa und Weihbischof in Mexiko. Die Bischofsweihe spendete ihm der Erzbischof von Mexiko, Norberto Rivera Carrera, am 5. Februar desselben Jahres; Mitkonsekratoren waren Juan Kardinal Sandoval Íñiguez, Erzbischof von Guadalajara, und Javier Navarro Rodríguez, Weihbischof in Guadalajara.
Am 23. Februar 2008 wurde er von Papst Benedikt XVI. zum Bischof von Orizaba ernannt und am 22. April  desselben Jahres in das Amt eingeführt.
Papst Franziskus ernannte ihn am 11. November 2013 zum Bischof von Colima. Die Amtseinführung fand am 10. Januar des folgenden Jahres statt. Am 23. Dezember 2021 nahm Papst Franziskus seinen altersbedingten Rücktritt an.